# Liste des ministres sud-africains des Sports
Le Ministère des Sports et des Loisirs de la République d'Afrique du Sud a été fondé en tant que département des sports et des loisirs en 1966. 
Intégré au Ministère de l'éducation nationale en 1980, il est de nouveau un département ministériel depuis 1993 et s'est adjoint avec celui des arts et de la culture en 2019 dans le 2nd gouvernement Ramaphosa.

## Liste des ministres des sports et des loisirs
| #  | Nom                                                            | Parti          | Terme                          |
| -- | -------------------------------------------------------------- | -------------- | ------------------------------ |
| 1  | Frank Waring                                                   | Parti national | 1966-1972                      |
| 2  | Piet Koornhof                                                  | Parti national | 1972- 1978                     |
| 3  | Frederik de Klerk                                              | Parti national | 1978-1979                      |
| 4  | Punt Janson                                                    | Parti national | 1979-1980                      |
| 0  | Département intégré dans le ministère de l'éducation nationale |                | 1980–1993                      |
| 5  | Abe Williams                                                   | Parti national | 1993-1994                      |
| 6  | Steve Tshwete                                                  | ANC            | 1994-1999                      |
| 7  | Ngconde Balfour                                                | ANC            | 1999-2004                      |
| 8  | Makhenkesi Stofile                                             | ANC            | 2004-2010                      |
| 9  | Fikile Mbalula                                                 | ANC            | 2010-2017                      |
| 10 | Thembelani Nxesi                                               | ANC            | 31 mars 2017 - 28 février 2018 |
| 11 | Tokozile Xasa                                                  | ANC            | 28 février 2018 - 30 mai 2019  |
| 12 | Nathi Mthethwa                                                 | ANC            | 30 mai 2019 - 6 mars 2023      |
| 13 | Zizi Kodwa                                                     | ANC            | depuis le 6 mars 2023          |

## Historique
Le Département des sports et des loisirs est la dernière des administrations ministérielles fondées sous le gouvernement d'Hendrik Verwoerd. Il résulte d'un intense lobbying des professionnels des sports et loisirs mais aussi de travailleurs sociaux réunis au sein de la SA Association for Physical Education and Recreation. En 1965, lors de son congrès à Bloemfontein, ils requièrent du gouvernement sud-africain la constitution d'un département ministériel consacré au sport et aux loisirs. Cette demande soutenue par la SA Federation for Youth and Sport obtint satisfaction et le 1er juillet 1966, la gazette du gouvernement annonça la constitution d'un département chargé de développer l'esprit et le corps pour une nation en bonne santé par le biais d'activités sportives et récréatives.
Le nouveau ministère fut confié à Frank Waring, déjà ministre de la forêt et du tourisme et ancien international de l'équipe national de rugby en 1931 et 1932.
Le ministère fut installé au premier étage du Old Transport house, à  Fountain Lane, Pretoria. Des administrations déconcentrées furent progressivement établies dans les principales villes du pays (Johannesburg, Le Cap, Port Elizabeth, Bloemfontein, Durban, East London, Oudtshoorn, Potchefstroom et Kimberley).
Durant les premières années, le Ministère développe les infrastructures, les rencontres sportives, les concours sportifs sous son patronage et oriente les financements.
En 1976, le pays est l'hôte de plusieurs compétitions internationales alors que l'Afrique du Sud commence à être isoler sur le plan sportif à cause de sa politique d'apartheid. Piet Koornhof, alors le ministre en titre, libéralise la rigide réglementation raciale en autorisant plusieurs rencontres sportives entre équipes de races différentes (équipe blanche contre équipe métis, équipe noire contre équipe indienne ...). Sous le ministère de Frederik de Klerk, alors que le pays est sérieusement vilipendé aux Nations unies, le principe de mettre en place des équipes non raciales est évoqué. Il est notamment décidé que tout sportif, quelle que soit sa race, peut être qualifié dans une équipe nationale.
En 1980, dans un processus de rationalisation, le ministère des sports est supprimé et le département des sports intégré au sein du Ministère de l'éducation nationale, en tant que sous-division de l'Éducation Nationale, sous la direction de Gerrit Viljoen.
Le département des sports retrouve un responsable ministériel en 1993 en la personne d'Abe Williams, un ancien responsable adjoint de l'équipe nationale de rugby lors de la tournée des Springboks en Nouvelle-Zélande en 1981.
Après l'arrivée du Congrès national africain au pouvoir en 1994, Steve Tshwete reprend le portefeuille ministériel des sports et réorganise les structures internes. Sous son patronage, l'accent est mis sur la place des femmes dans le sport, la jeunesse, la transformation des anciennes équipes nationales Springboks en nouvelles équipes multiraciales sous l'emblème de la Protea, le développement du sport en zone rurale. En 1999, Ngconde Balfour succède à Tshwete puis en 2004, le nouveau ministre, Makhenkesi Stofile, se voit adjoindre un ministre-adjoint, Gert Oosthuizen.
En 2006, le département des sports est amalgamé avec la S.A. Sports Commission.
Après avoir été situé sur Schoeman street pendant plusieurs décennies, le département ministériel s'installe au Regent Building à l'intersection de Queen et Vermeulen street à Pretoria.